# 小川三紀

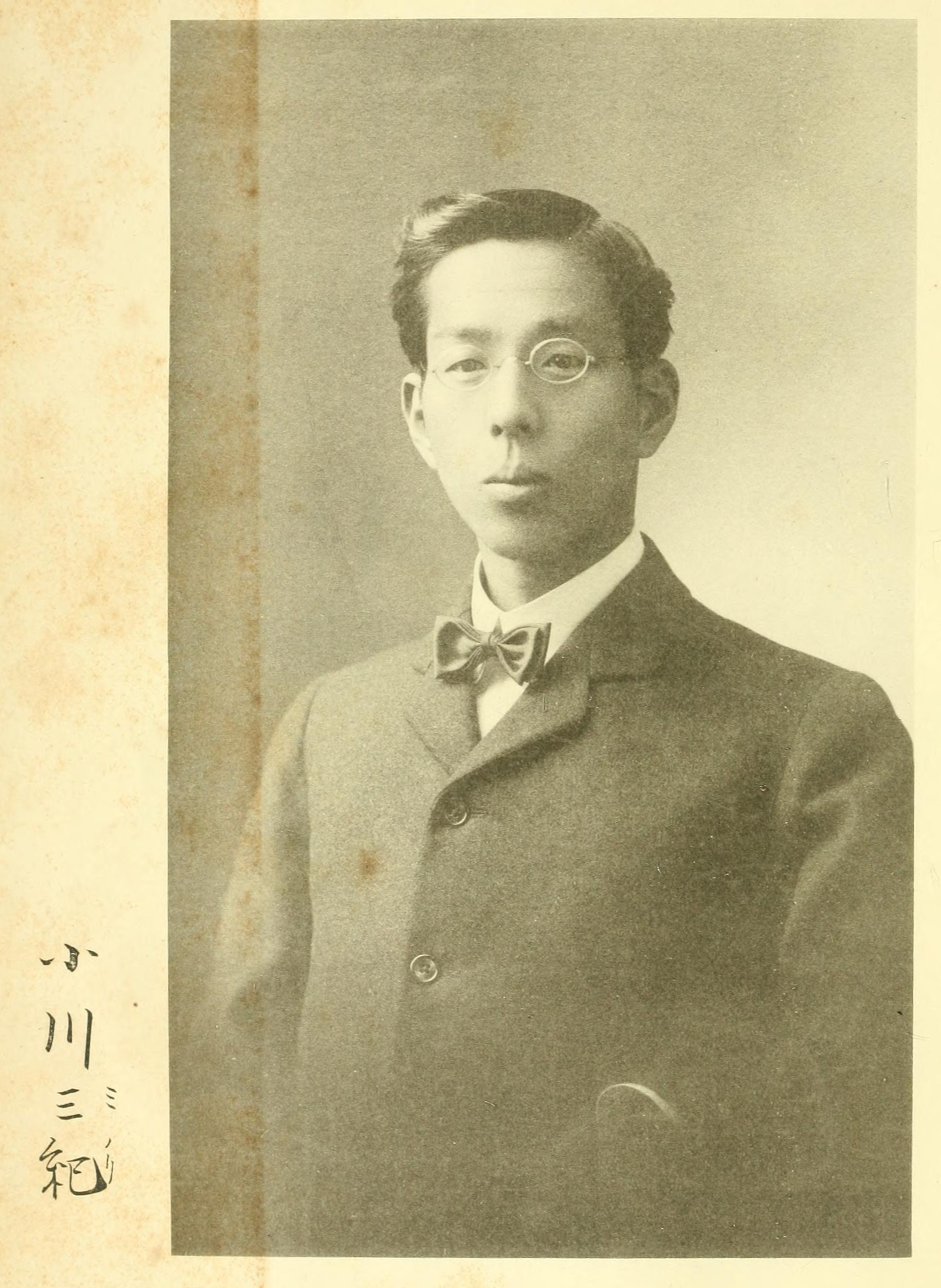
1908年の学会誌に掲載された肖像

小川 三紀（おがわ みのり、1876年(明治9年)3月30日 - 1908年(明治41年)10月31日）は、日本の鳥類学者。日本人で最初に鳥類に専念した動物学者の一人。飯島魁東京帝国大学教授を助けて剥製標本や鳥卵標本を集め、日本鳥類学の礎を築く。南西諸島におけるルリカケスの再発見やオオトラツグミの発見などの業績がある。

## 来歴
1876年（明治9年）、静岡藩医小川清齋の三男として誕生。1892年（明治25年）、静岡市立高等小学校卒業。中学校2年生頃より昆虫類の採集を始め、旧制中学4年で処女論文を発表。1896年（明治29年）、静岡県尋常中学校卒業。1901年（明治34年）年、第一高等学校卒業。東京帝国大学医科大学に進学後も鳥類の研究を続け、動物学雑誌および日本動物学彙報に論文を発表。1905年（明治38年）年、動物学会会員、東京帝国大学医科大学卒業、東京帝国大学医科大学院入学。1906年（明治39年）年、東京帝国大学解剖学教室副手（嘱託）、東京帝国大学解剖学教室助手（嘱託）。1908年（明治41年）年、東京帝国大学解剖学教室助手退職、京都帝国大学福岡医科大学内科助手（嘱託）。同年10月31日、32歳で急逝。
病床についた後も鳥類を購入し、標本の収集を続け、研究を怠ることはなかったという。

## 視察・採集
- 1897年（明治30年）  日光足尾地方鳥界視察[1]
- 1900年（明治33年）  富士山麓大宮口より西方面鳥界視察[1]
- 1901年（明治34年）  下総成田地方鳥界視察[1]、伊豆大島鳥界視察[1]、富士山南方面鳥界視察[1]
- 1902年（明治35年）  富士山麓鳥界視察[1]、大井川十包坊鳥類採集[1]、駿甲両州鳥界視察[1]
- 1903年（明治36年）  富士山麓東方面鳥界視察[1]、富士山麓東南方面鳥界視察[1]
- 1904年（明治37年）  富士山麓東方面鳥界視察[1]
- 1905年（明治38年）  日光及び日光湯元地方鳥界視察[1]
- 1906年（明治39年）  富士山麓東方面鳥界視察[1]

## 論文
公益財団法人山階鳥類研究所のリストでは、以下の論文が挙げられている。小川は急逝したため、その業績は論文のみである。
- 1905　Notes on Mr. Alan Owston’s Collection of Birds from the Islands lying between and Formosa. Annotationes zoologicae Japonenses (日本動物學彙報)　5(4)：175-232
- 1908　A Hand-List of the Birds of Japan. Annotationes zoologicae Japonenses (日本動物學彙報) 6(5)：337-413
- 1895　静岡地方鳥類一斑 動物学雑誌 7(83)：317-326
- 1896　静岡の鳥類目録 動物学雑誌 8(94)：303-305
- 1900　静岡地方に於けるPhasianus versicolor Viell.（キジ）に就て 動物学雑誌 12(139)：181-183
- 1900　雀の産卵期に於ける気温並に其卵重に就て 動物学雑誌 12(140)：211-213
- 1900　鳥界雑観 動物学雑誌 12(145)：409-412
- 1900　夏月富士山の鳥 動物学雑誌 12(145)：412-413
- 1900　日光足尾地方に於ける秋季の鳥類 動物学雑誌 12(146)：436-439
- 1901　ツメナガセキレイ　動物学雑誌　13(149)：90-93
- 1901　鳥界雑観　動物学雑誌　13(150)：138-144
- 1901　鳥界雑観　動物学雑誌　13(152)：216
- 1902　富士山麓の鳥界　動物学雑誌　14(166)：267-283
- 1902　富士山麓の鳥界　動物学雑誌　14(167)：313-327
- 1902　東京に於ける九月の鳥界　動物学雑誌　14(168)：378-384
- 1902　鳥界雑観　動物学雑誌　14(168)：384-386
- 1903　静岡地方に於ける秩鶏の産卵と其季節に於ける気候の関係　動物学雑誌　15(178)：269-284
- 1903　伊豆半島東方方面局部の鳥界観察　動物学雑誌　15(178)：289-293
- 1903　八丈島よりの鳥便り　動物学雑誌　15(181)：414-415
- 1903　駿河産鳥類一斑〔一〕　動物学雑誌　15(182)：449-453
- 1904　八丈島よりの鳥便り（第二報） 動物学雑誌 16(184)：78
- 1904　駿河産鳥類一斑〔二〕　動物学雑誌　16(188)：214-230
- 1904　駿河産鳥類一斑　動物学雑誌　16(190)：285-311
- 1904　静岡及び濱松地方よりの鳥便り　動物学雑誌　16(194)：470
- 1904　金澤よりの鳥便り 動物学雑誌 16(194)：470-472
- 1905　よこふりせきれい　動物学雑誌　17(195)：11-17 Pl.1
- 1905　地方ヨリノ鳥便り 動物学雑誌 17(195)：18-20
- 1905　八丈島よりの鳥便り（第三報） 動物学雑誌 17(196)：48-49
- 1905　富士山麓東南地方に於ける夏期の鳥界観察　動物学雑誌　17(197)：51-56
- 1905　南洋にて採集せられたる日本の鳥　動物学雑誌　17(198)：73-80
- 1905　駿河及遠州よりの鳥便り　動物学雑誌　17(198)：86-88
- 1905　東京市内及附近に於ける鳥類の産卵数例　動物学雑誌　17(201)：217-218
- 1905　日光山麓西北方面に於ける夏期の鳥界観察　動物学雑誌　17(202)：250-255
- 1905　湯本の鳥界　動物学雑誌　17(202)：256-264
- 1905　日光山麓西北方面に於ける夏期の鳥界観察　動物学雑誌　17(203)：283-298
- 1905　日光山麓西北方面に於ける七八月の鳥界一覧　動物学雑誌　17(203)：298-300
- 1906　明治三十九年一月中静岡附近にて捕はれたる鳥類　動物学雑誌　18(209)：103-106
- 1906　琉球「ヨシゴイ」と「オーストンゲラ」　動物学雑誌　18(209)：89-91
- 1906　台湾綿花島にて獲たる数種の鳥類　動物学雑誌　18(210)：125-131
- 1906　静岡にて得たる珍鳥二種　動物学雑誌　18(212)：157-160

【新聞掲載記事】
- 東京の春の鳥（一）　時事新報　明治36年1月1日
- 東京の春の鳥（二）　時事新報　明治36年1月4日
- 東京の春の鳥（三）　時事新報　明治36年1月7日
- 東京の春の鳥（四）　時事新報　明治36年1月11日